# Palazzo Albani Del Drago

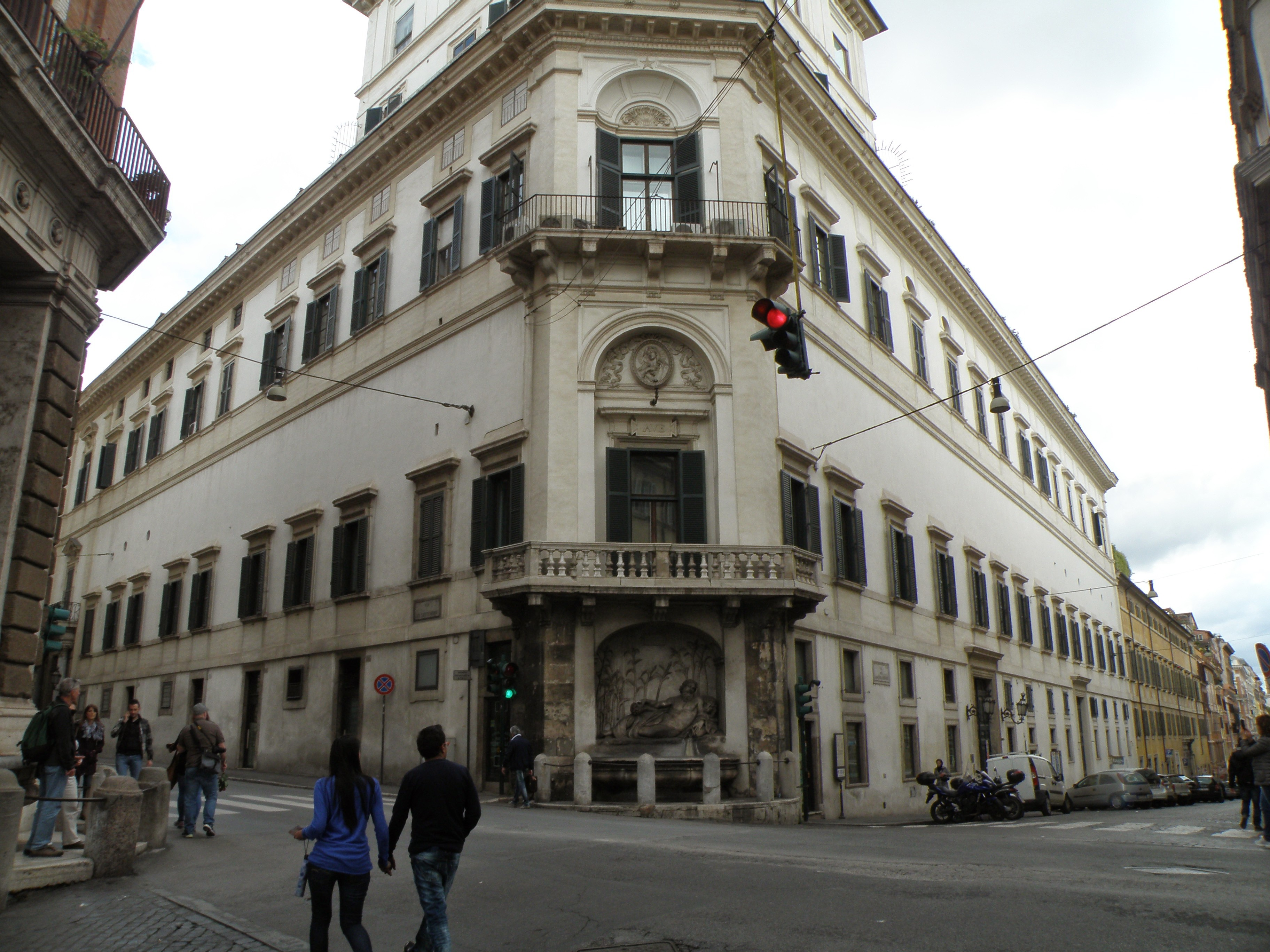
Vista do palácio com destaque para a Fontana dell'Arno e com a Via delle Quattro Fontane à direita e a Via XX Settembre à esquerda.

Palazzo Albani Del Drago é um palácio localizado na esquina da Via delle Quattro Fontane com a Via XX Settembre, um cruzamento conhecido como Quattro Fontane, no rione Castro Pretorio de Roma.

## História e descrição

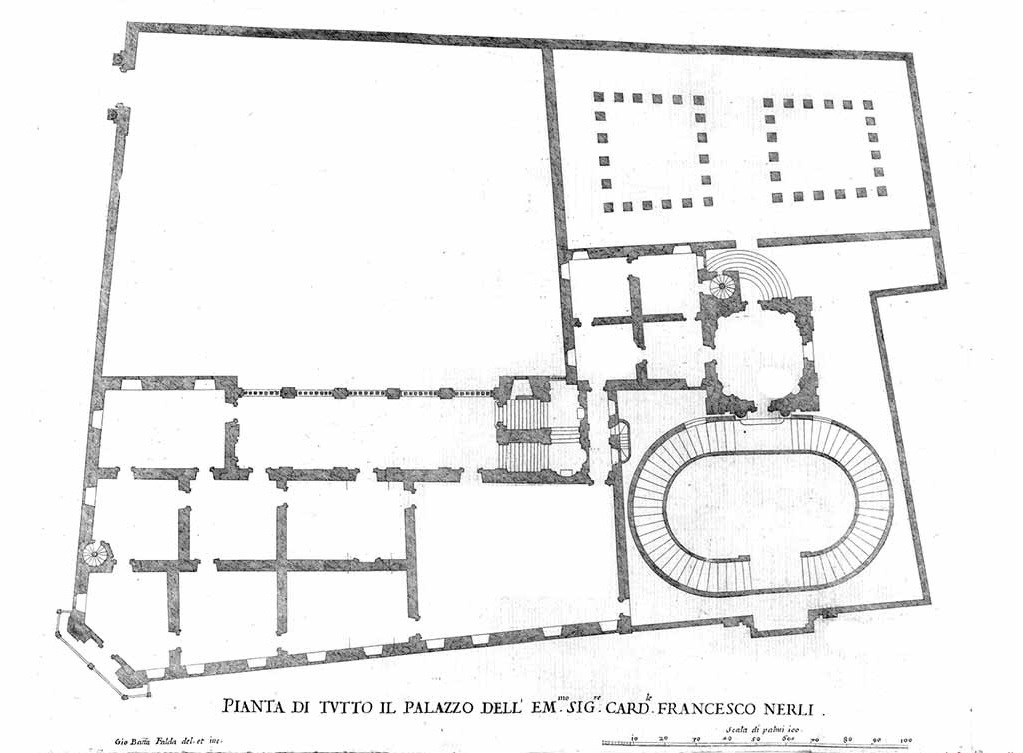
Planta do edifício.

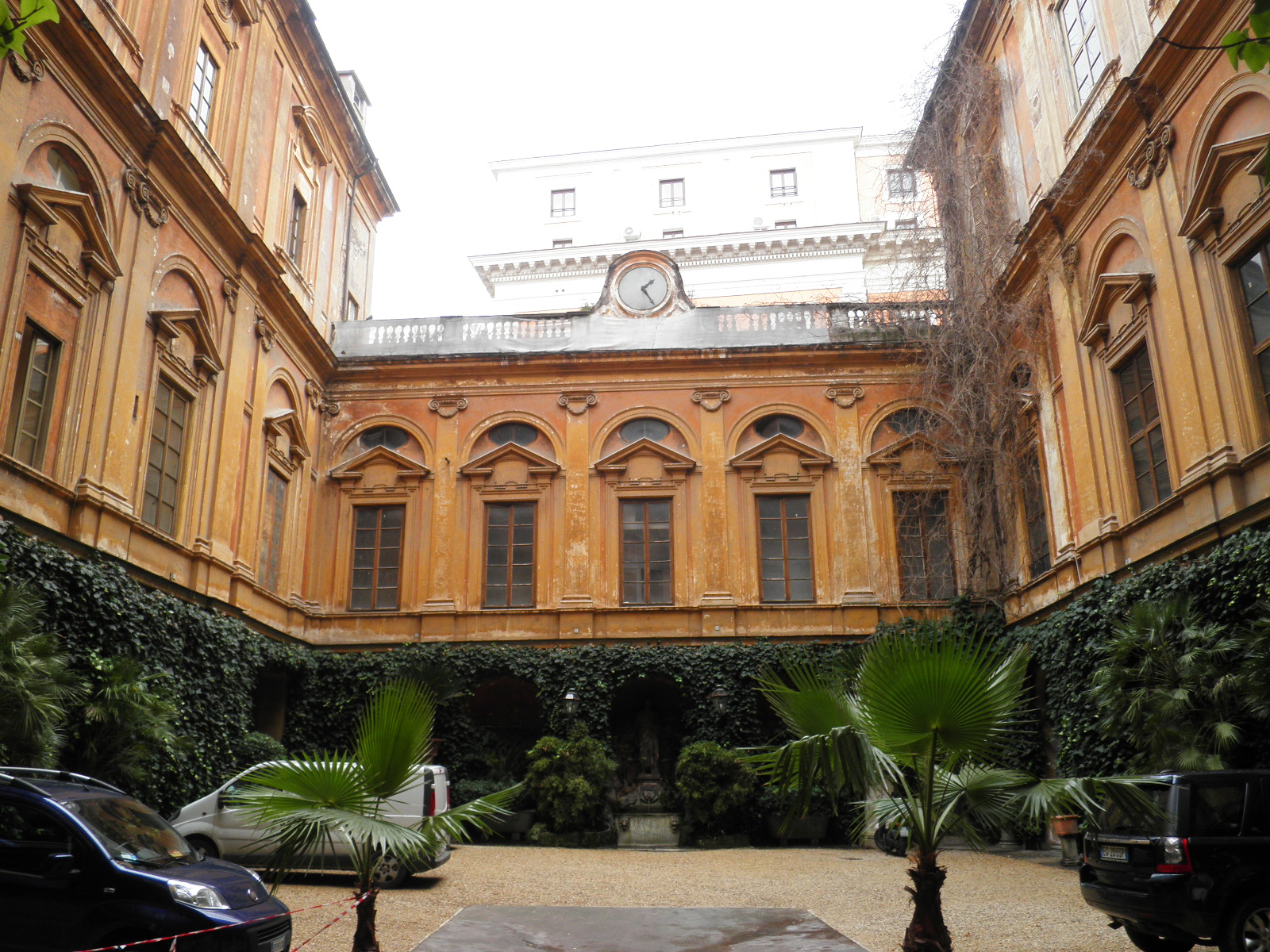
Vista do pátio interno do palácio.

Este palácio foi obra de Domenico Fontana entre 1587 e 1590 para Muzio Mattei, da família Mattei di Paganica, que já era proprietário do Palazzo Mattei di Paganica, no rione Sant'Angelo, mas desejava uma residência mais saudável (mais longe do rio), no monte Quirinal. Em 1660, o palácio foi adquirido por Giuliano Cesarini, que imediatamente o revendeu para os monges de Santa Teresa, que tinham direito de prelazia. Quatro anos depois, o cardeal Camillo Massimo adquiriu o palácio dos monges por 17 000 escudos, um ávido colecionador de arte antiga, especialmente de moedas. Ao longo dos anos, a maioria das peças foram adquiridas pelos Farnese e algumas foram levadas para Madrid por Carlos de Bourbon quando ele se tornou rei da Espanha em 1759. Estas estão hoje expostas no museu arqueológico do Museu do Prado. Apenas algumas poucas peças pode ser vistas atualmente na base do palácio. Fabio Camillo Massimo, irmão de Carlo, vendeu o palácio em 1677 a um outro cardeal, Francesco Merli, por 25 000 escudos, que viveu ali até 1707. Em 1721, edifício foi adquirido por um terceiro cardeal, Carlo Albani, por 23 000 escudos, e ele realizou grandes alterações na estrutura, alongando-a ao longo da Via XX Settembre (na época parte da Strada Pia) graças à aquisição de uma residência vizinha. A obra foi completada por Alessandro Specchi a pedido de Carlo Albani, príncipe de Soriano e sobrinho do papa Clemente XI, que transformou a lógia do primeiro piso numa galeria fechada com afrescos de Giovanni Paolo Pannini e cuidou também da finalização do jardim, decorado com múltiplos símbolos heráldicos dos Albani e a construção de uma torre de observação (belvedere) na esquina das Quattro Fontane, bem em cima da fonte do rio Arno. Este canto, chanfrado, conta ainda, além da fonte, com uma varanda com balaustrada aberta numa porta-janela no interior de um nicho sob cujo arco está um estuque oval com uma imagem da Virgem Maria; no segundo piso está uma outra varanda com uma grade de ferro forjado, também esta com uma porta-janela num nicho. O interior era decorado com uma rica coleção de estátuas antigas que foram depois transferidas para a Villa Albani, na Via Salaria. O cardeal Albani, um renomado bibliófilo, abrigou ali também uma importante biblioteca com cerca de 40 000 volume, perdida durante a invasão francesa em 1798. 
O edifício apresenta um planta simples, na qual vários ambientes estão dispostos no entorno de um amplo pátio central e de um outro menor. As salas do piso térreo e os apartamentos do piso nobre são ligadas através de uma escadaria monumental que parte do pátio maior e apresenta, em uma parede no pé da escada, lagartos em opus sectile marmoreum vindos de uma capela em Sant'Andrea Catabarbara. Os Albani foram proprietários do edifício até 1846, quando o venderam aos Chigi. Em 1858, a rainha Maria Cristina, viúva do rei Fernando VII da Espanha, comprou o palácio e deixou sua marca no edifício cobrindo o jardim para formar um salão de baile. Quando ela morreu, o palácio ficou para sua filha, Maria de los Milagros, marquesa de Castillejo (1835-1903), casada com Filippo Del Drago, príncipe de Mazzano e de Antuni (1824-1913), que construiu, no piso térreo, um pequeno teatro privativo, o "Teatro delle Quattro Fontane", que permaneceu funcionando até o final de 1914. Atualmente, o palácio pertence à princesa Maria Laudomia del Drago, descendente dos dois. 
Uma grande estátua de Dionísio acompanhada por um sátiro foi encontrada em 1594 durante as fases iniciais da construção. Ela foi comprada pelo cardeal Ludovico Ludovisi, sobrinho do papa Gregório XV, para decorar sua villa e tornou-se uma das mais admiradas peças de sua coleção. Ela foi restaurada com a adição das partes faltantes (braços, a parte inferior das pernas e a maior parte da pantera). Trata-se de uma cópia romana do século II de um original grego representado o deus Apolo com o antebraço repousando na testa. A adição de um sátiro e uma pantera e a aparente ebriedade do deus transformaram Apolo em Dionísio. A estátua juntamente com duas outras em bronze encontradas em San Silvestro al Quirinale, eram, provavelmente, elementos decorativos das Termas de Constantino, que ficavam no Quirinal, mas foram levadas para lá vindas de um local anterior. O chamado "Dionísio Ludovisi", hoje no Museu Nacional Romano no Palazzo Altemps, foi, por um longo tempo, a única estátua de um deus bébado, mas estátuas similares que decoravam fontes e termas acabaram sendo encontradas mais tarde no sudoeste da Turquia.